# Casiano Floristán
Casiano Floristán, né le 4 novembre 1926 à Arguedas et mort le 1er janvier 2006 à Pampelune, est un prêtre et théologien catholique espagnol.

## Biographie
Après des études de théologie à Salamanque, Innsbruck et Tübingen, il est ordonné prêtre en 1956, puis enseigne la théologie pastorale à l'Université pontificale de Salamanque pendant trente-six ans, de 1960 à 1996. Il est nommé directeur de l'Institut supérieur de pastorale de Madrid en 1963, et est présent comme expert lors du concile Vatican II. Pendant les années 1970 et 1980, proche de théologiens de la libération comme Gustavo Gutiérrez ou Segundo Galilea, il se rend fréquemment en Amérique du Sud. Casiano Floristán est l'auteur de nombreux ouvrages de théologie, notamment Teología de la acción pastoral (Théologie de l'action pastorale, 1968) et La evangelización, tarea de cristiano (L'évangélisation, un devoir pour le chrétien, 1978).